# Carl Johann Friedrich Wilhelm Ruprecht
Carl Johann Friedrich Wilhelm Ruprecht (* 13. September 1821 in Göttingen; † 8. Januar 1898 ebenda) war ein deutscher Verleger.

## Leben
Carl Johann Friedrich Wilhelm Ruprecht war der älteste Sohn des Verlegers Carl August Adolf Ruprecht. Mit 12 Jahren wurde Carl Johann für zwei Jahre nach Moringen zum Privatunterricht gegeben. Hier schloss er Freundschaft mit dem späteren Theologen und Geschichtsphilosophen Rudolf Rocholl. 1836 wechselte Ruprecht dann auf das Gymnasium in Göttingen. Nach dem Abitur ging er beim Buchhändler J. C. B. Mohr in Heidelberg in die Lehre. Anschließend war er als Buchhandelsgehilfe in der väterlichen Firma und ab 1842 in der Heroldschen Buchhandlung in Hamburg tätig. Über Stationen einer ausgedehnten Reise, die ihn bis nach Italien führte, kehrte er 1847 nach Göttingen zurück und wurde nun Teilhaber des väterlichen Verlags Vandenhoeck & Ruprecht. Mit dem Tod des Vaters 1861 wurde er alleiniger Inhaber des Verlags. 1872 erkrankte er schwer. 1887 setzte er seine beiden Söhne Wilhelm und Gustav als Teilhaber ein.